# 拉贝日
拉贝日（法語：Labège，法語發音：[labɛʒ]）是法国上加龙省的一个市镇，属于图卢兹区。

## 地理
拉贝日（43°31'45"N, 1°31'48"E）面积7.65 平方千米，位于法国奧克西塔尼大區上加龙省，该省份为法国西南部内陆省份，西南端与西班牙接壤，自此顺时针与上比利牛斯省、热尔省、塔恩-加龙省、塔恩省、奥德省和阿列日省接壤。
与拉贝日接壤的市镇（或旧市镇、城区）包括：圖盧茲、欧兹维尔托洛萨讷、卡斯塔内托洛桑、埃斯卡尔康斯、拉蒙維爾-聖阿涅、圣奥朗斯-德加姆维尔。
拉贝日的时区为UTC+01:00、UTC+02:00（夏令时）。

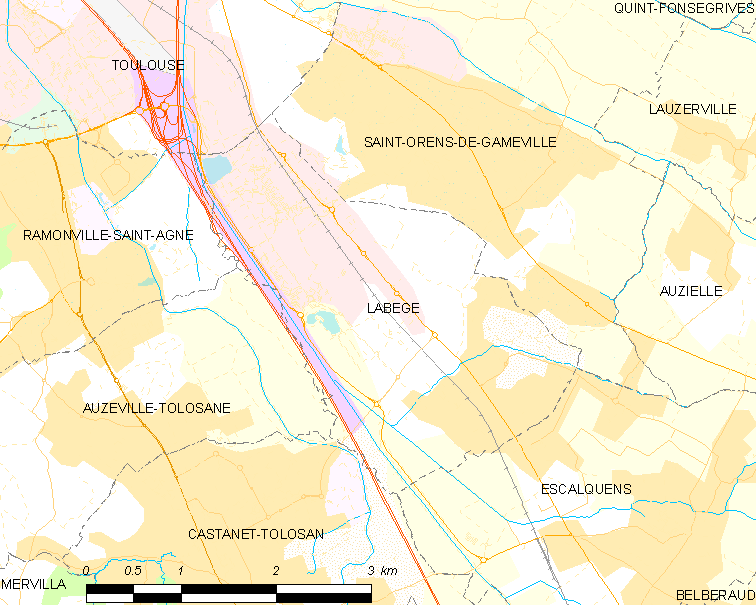
拉贝日的OSM定位图

## 行政
拉贝日的邮政编码为31670，INSEE市镇编码为31254。

## 政治
拉贝日所属的省级选区为卡斯塔内托洛桑县。

## 人口

1962-2008年间拉贝日人口变化图示

拉贝日于2022年1月1日时的人口数量为4316人。

## 图集

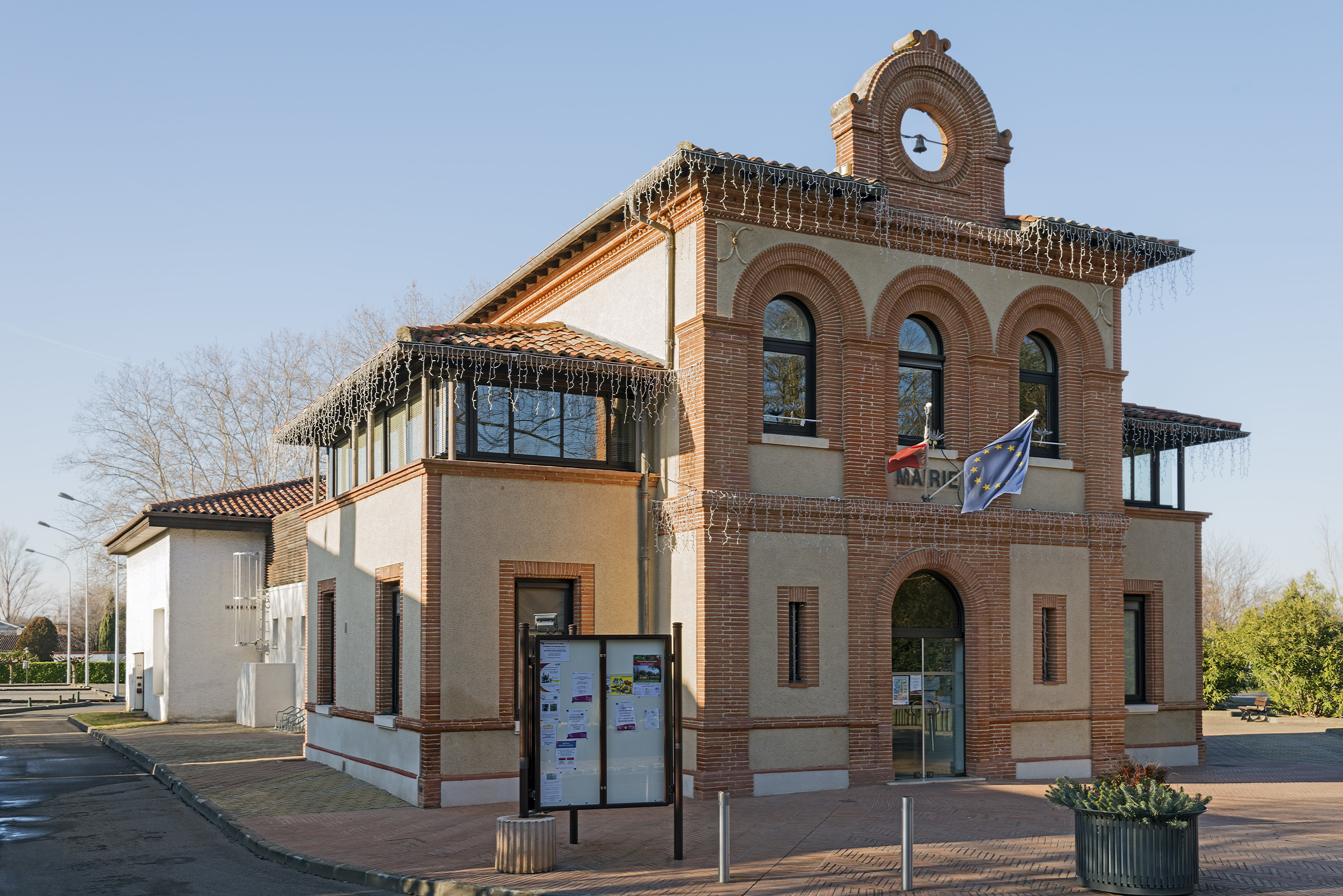
市政厅
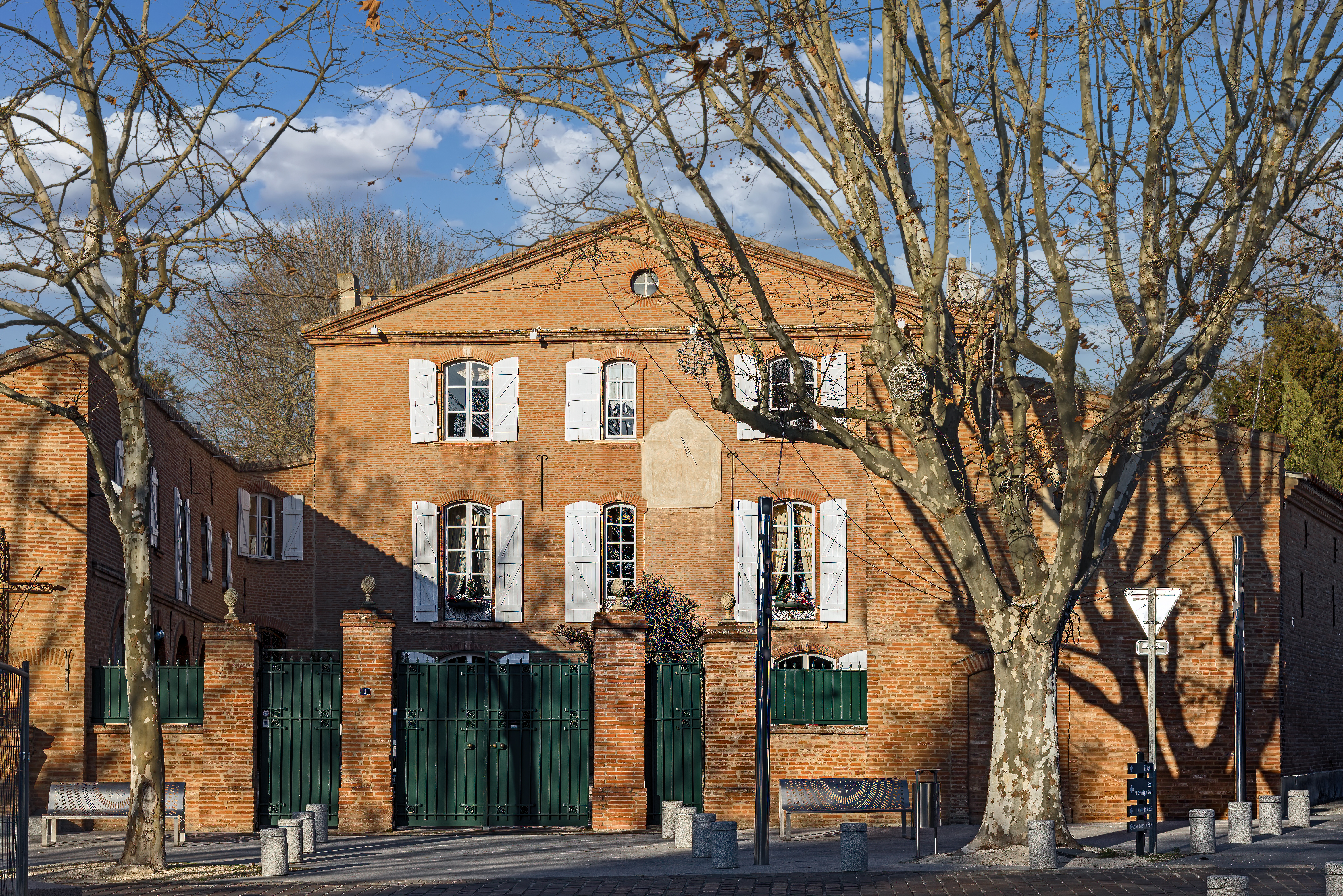
庄园别墅
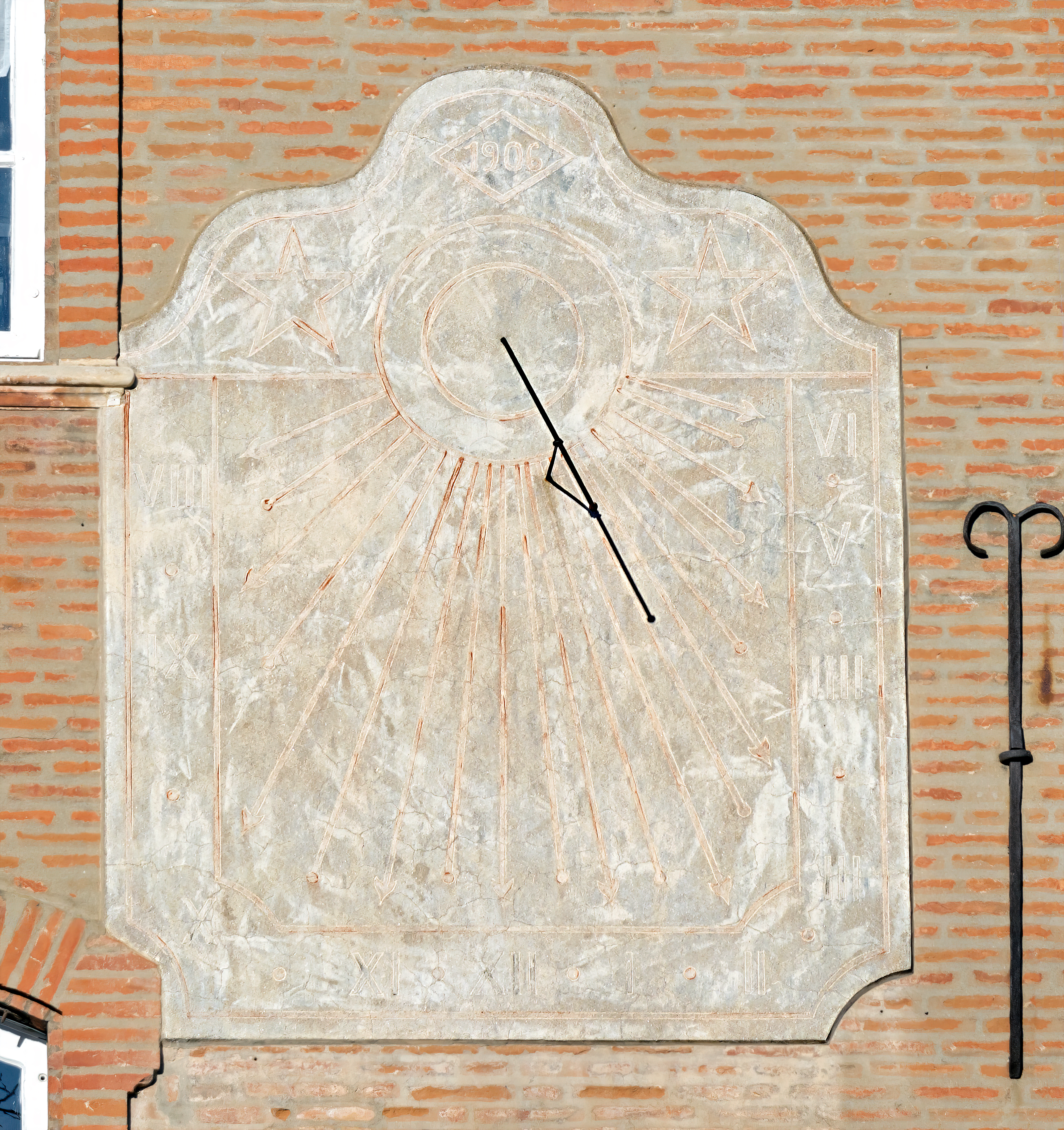
建于1906年的日晷
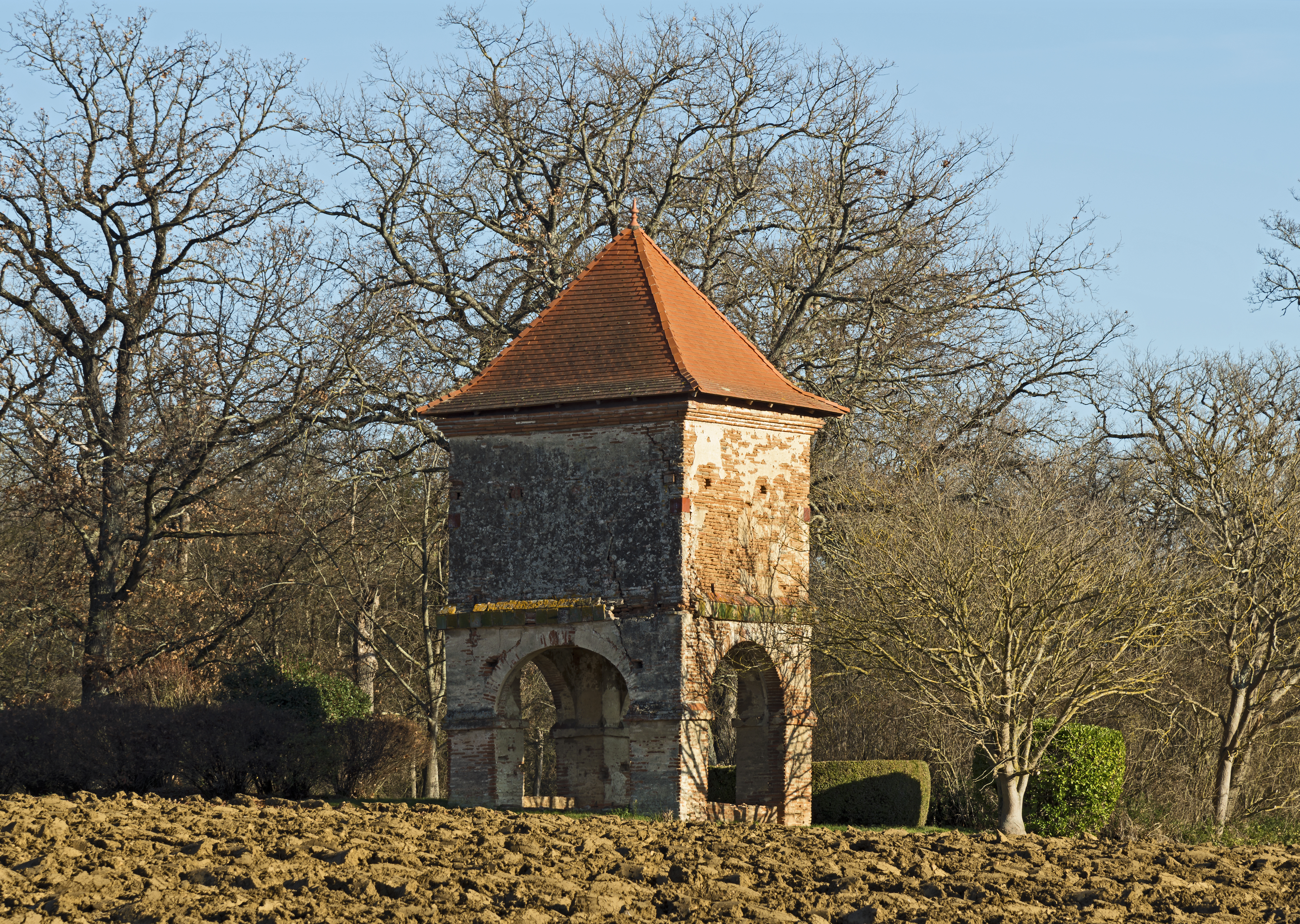
布伊塞鸽舍
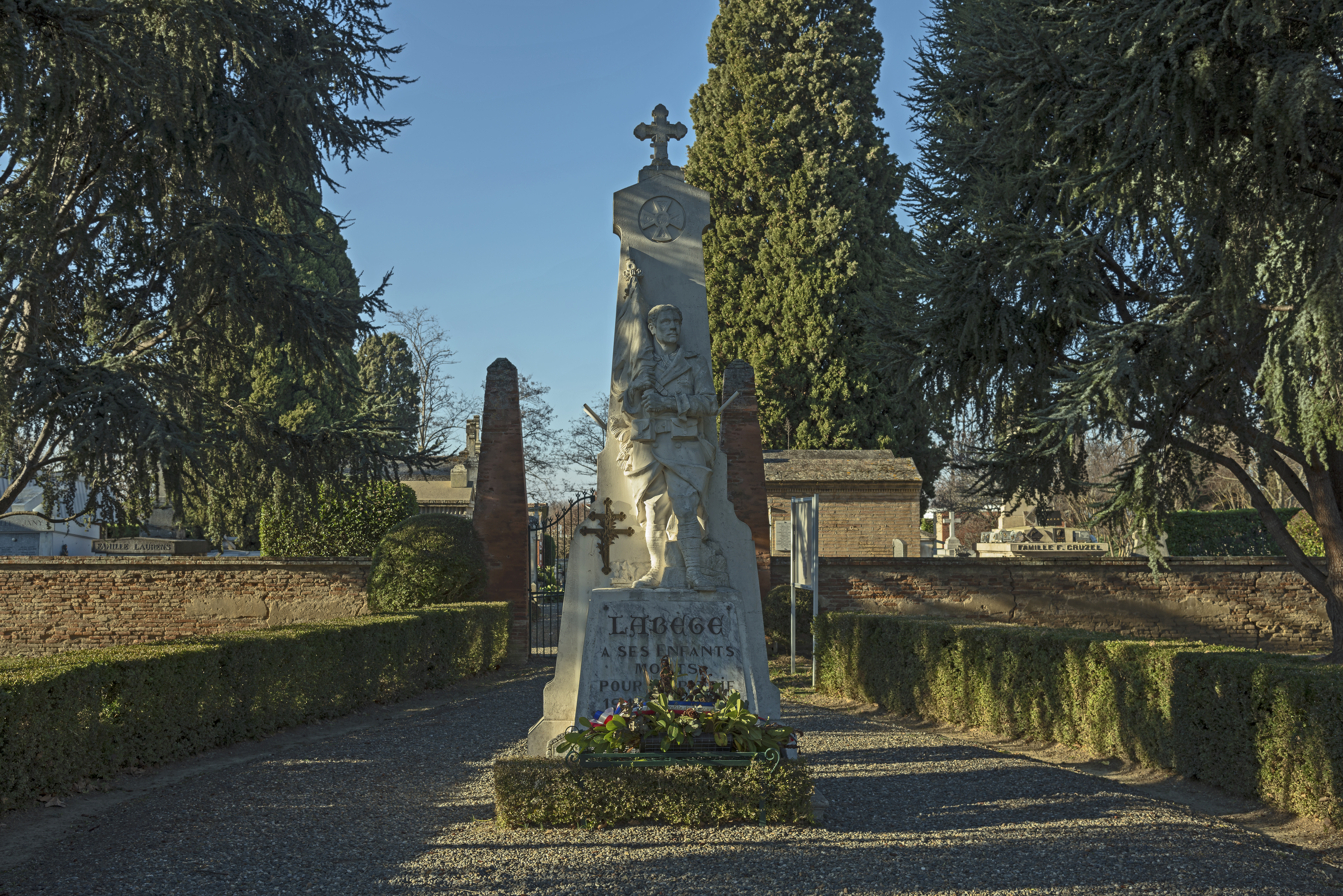
战争纪念碑